# سوفوس لاي
ماريوس سوفوس لي (بالإنجليزية: Marius Sophus Lie)‏ (17 ديسمبر 1842 - 18 فبراير 1899) رياضياتي نرويجي.

## سيرته الذاتية
درس في كريستيانا التي أصبحت اليوم أوسلو. تحصل على دبلوم التخرج عام 1865 وكان في البداية مترددا بشأن مستقبله المهني.
نشر أول أعماله في الرياضيات عام 1869، بعدها سافر رفقة صديقه عالم الرياضيات الألماني فيليكس كلاين إلى باريس واشتغلا مع بعض في دراسة نظرية المجموعات التحويلية. في عام 1872 عاد إلى أوسلو وأصبح أستاذًا للرياضيات في كريستيانا حيث نشر عدة أعمال تتعلق بالمعادلات التفاضلية، وقام أيضا بتطوير نظرية المجموعات التحويلية. سافر عام 1886 إلى لايبزغ، ألمانيا حيث تولى كرسي فيليكس كلاين في مادة الرياضيات. عاد مرة أخرى عام 1898 إلى جامعة كريستيانا حيث قامت حكومة النرويج بإنشاء قسم دراسي جامعي لنظرية المجموعات التحويلية.

## روابط خارجية
- سوفوس لاي على موقع الموسوعة البريطانية (الإنجليزية)